# Ringlaträsket
Ringlaträsket är en sjö i Kalix kommun i Norrbotten och ingår i Töreälven-Vitåns kustområde. Sjön är 3,5 meter djup, har en yta på 0,157 kvadratkilometer och befinner sig 32,9 meter över havet.

## Delavrinningsområde
Ringlaträsket ingår i det delavrinningsområde (732894-180933) som SMHI kallar för Mynnar i havet. Medelhöjden är 62 meter över havet och ytan är 51,48 kvadratkilometer. Det finns inga avrinningsområden uppströms utan avrinningsområdet är högsta punkten. Avrinningsområdets utflöde Idbäcken mynnar i havet. Avrinningsområdet består mestadels av skog (75 procent) och sankmarker (11 procent). Avrinningsområdet har 0,56 kvadratkilometer vattenytor vilket ger det en sjöprocent på 1,1 procent. Bebyggelsen i området täcker en yta av 0,3 kvadratkilometer eller 1 procent av avrinningsområdet.